# André Dupont-Sommer
André Dupont-Sommer (Marnes-la-Coquette, 23 dicembre 1900 – Parigi, 14 maggio 1983) è stato un orientalista francese.
Incentrò il suo lavoro sullo studio dei manoscritti del Mar Morto, sui quali pubblicò un'importante opera in francese: Les Écrits esséniens découverts près de la Mer Morte. In questo volume erano contenute molte traduzioni dei manoscritti.

## Opere
- Aperçus préliminaires sur les manuscrits de la mer Morte, Adrien-Maisonneuve, Paris, 1950.
- Nouveaux Aperçus sur les manuscrits de la mer Morte, Adrien-Maisonneuve, 1953
- Les Écrits esséniens découverts près de la mer Morte, Payot, 1959